# شهرک مأمور
شهرک مامور، روستایی از توابع بخش مرکزی شهرستان لردگان در استان چهارمحال و بختیاری است.

## جمعیت
این روستا در دهستان سردشت قرار دارد و براساس سرشماری مرکز آمار ایران در سال ۱۳۸۵، جمعیت آن ۲٬۳۴۳ نفر (۴۲۸خانوار) بوده‌است.